# Чемпіонат світу з трекових велоперегонів 1989
Чемпіонат світу з трекових велоперегонів 1989 проходив у серпні 1989 року у Ліоні, Франція. Усього на чемпіонаті розіграли 15 комплектів нагород — 12 у чоловіків та 3 у жінок.

## Медалісти

### Чоловіки
Професіонали
| Дисципліна                         | Золото            | Срібло         | Бронза            |
| Спринт                             | Клаудіо Ґолінеллі | Каміяма Юічіро | Мацуі Хідеюкі     |
| Індивідуальна гонка переслідування | Колін Стерджесс   | Дін Вудс       | Режіс Клер        |
| Кейрін                             | Клаудіо Ґолінеллі | Патрік Да Роша | Сако Масатоші     |
| Гонка за очками                    | Урс Фройлер       | Гаррі Саттон   | Мартін Пенц       |
| Гонка за лідером                   | Джованні Реносто  | Вальтер Бругна | Торстен Реллесман |

Аматори
| Дисципліна                         | Золото                                                     | Срібло                                                            | Бронза                                                         |
| Спринт                             | Біл Хук                                                    | Міхаель Хюбнер                                                    | Микола Ковш                                                    |
| Гіт на 1000 м                      | Єнс Ґлюкліх                                                | Мартін Віннікомб                                                  | Олександр Кириченко                                            |
| Індивідуальна гонка переслідування | В'ячеслав Єкімов                                           | Єнс Леманн                                                        | Штеффен Блохвітц                                               |
| Командна гонка переслідування      | НДР Штеффен Блохвітц Карстен Вольф Томас Лісе Ґвідо Фульст | СРСР Євгеній Берзін Дмитро Нелюбін Владислав Бобрик Михайло Орлов | Італія Марко Вілла Джованні Ломбарді Іван Черіолі Давід Соларі |
| Спринт на тандемах                 | Франція Фабріс Кола Фредерік Маньє                         | Чехословаччина Їржі Іліек Любомір Гарґаш                          | Італія Андреа Фачіні Федеріко Паріс                            |
| Гонка за лідером                   | Роланд Кьонгсхофер                                         | Тоніно Віттіґлі                                                   | Томас Кьонгсхофер                                              |
| Гонка за очками                    | Марат Сатибалдієв                                          | Фабіо Бальдато                                                    | Лео Пеелен                                                     |

### Жінки
| Дисципліна                         | Золото        | Срібло         | Бронза         |
| Спринт                             | Еріка Салумяе | Галина Єнюхіна | Ізабель Ґотрон |
| Індивідуальна гонка переслідування | Жанні Лонго   | Петра Роснер   | Барбара Ґанц   |
| Гонка за очками                    | Жанні Лонго   | Барбара Ґанц   | Джені Ейкгофф  |

## Загальний медальний залік
| Місце  | Країна          | Золото | Срібло | Бронза | Загалом |
| ------ | --------------- | ------ | ------ | ------ | ------- |
| 1      | Італія          | 3      | 3      | 2      | 8       |
| 2      | НДР             | 3      | 3      | 1      | 7       |
| 3      | СРСР            | 3      | 2      | 2      | 7       |
| 4      | Франція         | 3      | 1      | 2      | 6       |
| 5      | Швейцарія       | 1      | 1      | 1      | 3       |
| 6      | Австрія         | 1      |        | 1      | 2       |
| 7      | Велика Британія | 1      |        |        | 1       |
| 8      | Австралія       |        | 3      |        | 3       |
| 9      | Японія          |        | 1      | 2      | 3       |
| 10     | Чехословаччина  |        | 1      | 1      | 2       |
| 11     | ФРН             |        |        | 1      | 1       |
| 11     | Нідерланди      |        |        | 1      | 1       |
| 11     | США             |        |        | 1      | 1       |
| Всього | Всього          | 15     | 15     | 15     | 45      |